# Калушская городская община
Калушская городская общи́на (укр. Калуська міська громада) — территориальная община в Калушском районе Ивано-Франковской области Украины.
Административный центр — город Калуш.
Население составляет 88154 человека. Площадь — 265,5 км².

## Населённые пункты
В состав общины входят 1 город (Калуш) и 16 сёл:
- Бабин-Заречный
- Боднаров
- Вестовая
- Голынь
- Долгое-Калушское
- Копанки
- Крапивник
- Мыслов
- Мостище
- Пийло
- Рипянка
- Средний Бабин
- Сивка-Калушская
- Студинка
- Тужилов
- Яворовка